# Wongan Hills
Wongan Hills – miasto w Australii, w stanie Australia Zachodnia.